# Columbo: Wer zuletzt lacht …
Wer zuletzt lacht … (Originaltitel: Columbo Cries Wolf) ist eine erstmals auf ABC gesendete Episode der Kriminalfilm-Reihe Columbo aus dem Jahr 1990. Die deutschsprachige Erstausstrahlung der zweiten Folge der neunten Staffel folgte im Jahr 1991 durch den Fernsehsender RTL plus. Der schottische Schauspieler Ian Buchanan verkörpert als Sean Brantley, Herausgeber eines Männermagazins, den Gegenspieler von Inspektor Columbo, dargestellt von Peter Falk.

## Handlung
Sean Brantley und Dian Hunter sind Herausgeber des populären Männermagazins Bachelor’s World. Der Fotograf genießt das Luxusleben und umgibt sich auf dem gemeinsam bewohnten Anwesen bereitwillig mit den jungen Models. Seine verschwenderische Art ist der Geschäftspartnerin hingegen seit Längerem ein Ärgernis. Als Brantley in einem Interview die Verlobung mit der von der Zeitschrift gekürten „Nymphe des Jahres“ namens Tina bekannt gibt, beschließt seine ehemalige Geliebte, ihre Mehrheitsbeteiligung an den britischen Medienunternehmer Sir Harry Matthews zu verkaufen. Zur Rede gestellt, behauptet Brantley, seine Ankündigung sei lediglich ein PR-Gag. Trotzdem lässt sich Hunter nicht davon abbringen, noch am selben Abend ihre geplante Dienstreise nach London anzutreten. Brantley möchte jedoch weiterhin das Leben mit den Models genießen, daher hat er kein Interesse an dem Verkauf des Magazins, da der neue Mehrheitseigentümer das Anwesen sofort schließen würde. Auf dem Weg zum Flughafen hält Cosner, der Chauffeur ihrer Stretch-Limousine, am Hintereingang eines Restaurants, um den dort bestellten Proviant abzuholen. Während der Unterhaltung mit dem Koch in der Restaurantküche glaubt er, einen Schuss zu hören. Zurück im Hof findet er aber keine ungewöhnlichen Umstände vor. Hunter hat unterdessen die Trennwand zum Fahrgastraum hochgefahren und ihr Gesicht hinter einer Sonnenbrille verborgen. Am Flughafen wendet sie sich wortlos in ihren auffälligen Nerzmantel gehüllt ab.
Drei Tage später sucht Inspektor Columbo Brantley in dessen Villa auf. Er erklärt, Matthews habe Hunter als vermisst gemeldet, da sie am Zielort zwar angekommen, zur vorgesehenen Verabredung jedoch nicht erschienen ist. Unter Hinweis auf ihre Marotten versichert Brantley dem Inspektor, dass sie schon oft unangekündigte Ausflüge unternommen habe. Bei der Befragung von Cosner kommt Columbo erstmals der Gedanke, eine ähnlich aussehende Frau könnte nach dem Zwischenhalt in der Limousine gesessen und den Fahrer getäuscht haben. Kurz darauf wird der Inspektor von einem Helikopter abgeholt und zu Matthews gebracht. Der besorgte Unternehmer ist kurzfristig in die Vereinigten Staaten gereist und geht von einem Gewaltverbrechen aus. Seiner Meinung nach habe Brantley den Mord entweder selbst begangen oder in Auftrag gegeben, um den Verkauf des Magazins zu verhindern. Nachdem Columbo bereits den Wagen hat untersuchen lassen, findet die Spurensicherung eine Patronenhülse vor dem Restaurant. Brantley besitzt eine Waffe gleichen Kalibers, mit der kürzlich geschossen wurde. Überdies erhärtet sich die Mordtheorie des Inspektors bei der Sichtung von Videoaufnahmen einer Sicherheitskamera in der Flughafenlounge, die zeigen, wie eine Frau in Hunters Kleidung entgegen ihren Gewohnheiten Milch in den Kaffee gießt. Demnach müsse eine Unbekannte unter der Sitzbank der Limousine gewartet, die Insassin während Cosners Abwesenheit erschossen und sich in der Folge als Hunter ausgegeben haben. Der zwischenzeitlich unter dem Sitz verborgene leblose Körper sei anschließend von Brantley auf dem weitläufigen Grundstück vergraben worden.
Zum Beweis seiner Vermutungen ordnet Columbo, gegen Widerstände aus den eigenen Reihen, eine aufwendige und letztlich erfolglose Durchsuchung des Geländes an. Brantley scheint zunächst aufgebracht über die zwecklose Maßnahme, nutzt das ausufernde Medieninteresse aber selbstgefällig zum eigenen Vorteil. Derweil versucht der Inspektor, die mutmaßliche Komplizin ausfindig zu machen, um den Fall über ihre Mittäterschaft aufzuklären. So besitzt Tina über einen längeren Zeitraum kein Alibi und hätte damit nach England fliegen sowie unter einer anderen Identität zurückkehren können. Auch eine angebliche Postkarte der Vermissten aus Mailand kann Columbo nicht überzeugen. Bevor er Brantleys verdächtige Freundin zu einem offiziellen Verhör abführen lässt, kommt Hunter überraschend nach Hause. Ihr vermeintliches Ableben wurde ausschließlich zur Auflagensteigerung des Magazins inszeniert. Hunter trifft sich daraufhin mit Matthews zu Nachverhandlungen über den Verkaufspreis ihres Anteils. Ernüchtert erkennt Brantley, dass er ebenfalls ausgenutzt worden ist. Hatte er doch gehofft, durch diese Aktion, die Verkaufsabsichten seiner Geschäftspartnerin ausräumen und sein Leben auf dem Anwesen des Magazins weiterführen zu können. Er kommt zum Schluss, dass sein Leben ohne seine Geschäftspartnerin viel schöner verlaufen könnte. Am Abend vor der Vertragsunterzeichnung bricht er Hunter das Genick und versteckt die Leiche. Der Inspektor erfährt vom erneuten Verschwinden der Frau und fährt entgegen den Anweisungen des Polizeichefs umgehend zur Villa. Aufnahmen vom Einfahrtstor zeigen eine Frau mit Nerzmantel, allerdings ohne den markanten Armreif mit integriertem Pager, den sowohl Brantley als auch Hunter stets tragen, um Kurzmitteilungen zu versenden. In der Gewissheit, dieses Mal auf der richtigen Fährte zu sein, wählt Columbo eine bestimmte Telefonnummer. Kurze Zeit später ertönt ein Signal, das ihn in das frisch renovierte Badezimmer führt. Hinter einer Wandverkleidung befindet sich die Tote, verstaut in einem durchsichtigen Kleidersack. Brantley hatte vergessen, ihren Pager nach der Tat an sich zu nehmen. Auf der Anzeige steht die vom Inspektor zuvor übermittelte Nachricht: „GOTCHA“.

## Hintergrund
Am Ende der 1980er Jahre bestand die Herausforderung für die Macher der Serie darin, deren Inszenierung an den mittlerweile veränderten Zeitgeist anzupassen und sich in der zunehmenden Angebotsvielfalt von Kriminalserien zu jener Zeit zu behaupten. Penny Adams, die als Produzentin für drei weitere Episoden der Staffel verantwortlich war, erzählte: “Daryl’s idea was it’s all well and good to make classic Columbo, to give the audience the show they’ve always loved, but that show is 10 years old and things have changed. […] By this time, people were taping feature films on VHS and watching them in their living rooms. A lot of changes had gone on in television, like Miami Vice, which I also worked on, with its (modern) style and art direction. People’s minds were changed by watching good films. So Daryl, Jon and I had quite a few conversations about hipping it up a little bit without loudly deviating from Columbo, a chance to make it more late ‘80s. It so happens that the script was about Playboy. That helped in taking a little of the stodginess out of the work. We were out to make a kind of a hipper, more stylish version of classic Columbo. That was deliberate. […] Peter was pretty hip, too. He was no fool. He liked the sexiness of that show. He liked the idea that we would be attracting an audience that would find Columbo relevant. I mean every now and then he’d say, ‘What? We’re doing what?’ But, as I recall, he did not buck us at any time.” (deutsch: „Daryls [Duke] Idee war, dass es schön und gut ist, den Klassiker Columbo zu drehen, um dem Publikum das Spektakel zu bieten, das es schon immer geliebt hat, aber diese Sendung ist 10 Jahre alt und die Dinge haben sich geändert. […] Zu dieser Zeit nahmen die Leute Spielfilme auf VHS auf und sahen sie sich in ihren Wohnzimmern an. Im Fernsehen gab es viele Veränderungen, wie zum Beispiel die Fernsehserie Miami Vice, an der ich auch mitgearbeitet habe, mit seinem (modernen) Stil und seiner künstlerischen Ausrichtung. Die Denkweise der Leute wurde durch das Anschauen guter Filme geprägt. Also führten Daryl, Jon [Epstein] und ich einige Gespräche darüber, die Serie ein wenig aufzupeppen, ohne zu stark von Columbo abzuweichen, eine Gelegenheit, sie eher in den späten 80ern anzusiedeln. Zufällig handelte es sich im Drehbuch um den Playboy. Das hat dazu beigetragen, der Arbeit ein wenig die Schwerfälligkeit zu nehmen. Unser Ziel war es, eine hippere, stilvollere Version des klassischen Columbo zu schaffen. Das war Absicht. […] Peter war auch ziemlich auf der Höhe der Zeit. Er war kein Dummkopf. Er mochte die Sexyness dieser Sendung. Ihm gefiel die Idee, dass wir ein Publikum anziehen würden, das Columbo schätzte. Ich meine, hin und wieder sagte er: „Was? Wir machen was?“ Aber soweit ich mich erinnere, hat er zu keinem Zeitpunkt Einwände erhoben.“)
William Link, einer der beiden geistigen Väter der Reihe, erhielt den Vorschlag zur Auflösung des Falles von einem Journalisten: “Somebody who was interviewing me for a mystery magazine told me, ‘I have a great idea for an ending clue.’ Usually, it’s going to be awful. He tells me this clue — it’s fabulous. So I said, ‘We’ll pay you $500 for that.’ And we sent him a check.” (deutsch: „Jemand, der mich für ein Krimi-Magazin interviewte, sagte: „Ich habe eine großartige Idee für eine finale Spur.“ Normalerweise nimmt so etwas einen schrecklichen Verlauf. Er erzählt mir von diesem Indiz – es ist fabelhaft. Also sagte ich: „Dafür zahlen wir Ihnen 500 US-Dollar.“ Und wir schickten ihm einen Scheck.“)
Die Handlung nimmt Bezug auf die Episode Alter schützt vor Torheit nicht der zweiten Staffel. Nachdem Dian Hunter in London als vermisst gemeldet worden ist, möchte Columbo seinem Freund Detective Chief Superintendent William Durk von Scotland Yard einen Gefallen tun, dem er seinerzeit bei der Aufklärung des Mordes an einem Theaterproduzenten geholfen hatte.
Der englische Originaltitel kann frei übersetzt werden mit „blinden Alarm schlagen“. Nach der erfolglosen Durchsuchung des Anwesens kann Columbo nicht noch einmal auf dieselbe Methode zurückgreifen, ohne sich der Lächerlichkeit preiszugeben. Als tatsächlich ein Mord geschieht, muss er einen anderen Weg finden, um den Täter zu überführen.
Im Vorspann ist das Lied She Drives Me Crazy der Fine Young Cannibals aus dem Jahr 1988 zu hören.

## Besetzung und Synchronisation
Die deutschsprachige Synchronfassung entstand bei der Alster Studios Synchron.
| Figur                        | Darsteller       | Deutscher Sprecher |
| ---------------------------- | ---------------- | ------------------ |
| Lieutenant Columbo           | Peter Falk       | Klaus Schwarzkopf  |
| Gaststars                    |                  |                    |
| Sean Brantley                | Ian Buchanan     | Rainer Schmitt     |
| Tina                         | Rebecca Staab    | Sabine Falkenberg  |
| Sir Harry Matthews           | Alan Scarfe      | Henry König        |
| Cosner                       | Mark Margolis    | Lothar Grützner    |
| Police Commissioner          | John Finnegan    | Günther Jerschke   |
| Bürgermeister                | David Huddelston | Michael Weckler    |
| Dian Hunter                  | Deidre Hall      | Monika Gabriel     |
| Weitere Darsteller           |                  |                    |
| Jeanne Wolf                  | Jeanne Wolf      |                    |
| Helen Robinson               | Gigi Rice        |                    |
| Küchenchef                   | Ralph Wilcox     |                    |
| Assistent des Bürgermeisters | Peter Zapp       | Holger Mahlich     |
| Wilson                       | Morgan Jones     |                    |
| Faktotum                     | Darrell Kunitomi |                    |
| Reporter                     | Gil Newsome      | Philipp Moog       |
| Sergeant George Kramer       | Bruce Kirby      | Edgar Hoppe        |

## Rezeption
Die Fernsehzeitschrift TV Spielfilm vergab eine positive Wertung (Daumen hoch): „Aufgepasst: Hier läuft alles etwas anders! […] Fantasievoll weicht diese Folge von den üblichen „Columbo“-Standards ab. Auch die falschen Zeugenaussagen der Beteiligten werden diesmal in Rückblenden zum Leben erweckt.“
Der Autor Michael Striss wertete mit drei von vier Sternen (sehr empfehlenswert). Er lobte das unkonventionelle Skript, sah aber Schwächen bei der Besetzung des Gegenspielers: „Diese Episode tanzt völlig aus der Reihe, ohne dabei zu fallen. Der beschlagene Zuschauer dürfte ahnen, dass hier etwas nicht stimmt, da wie in »Der alte Mann und der Tod« der Mord selbst nicht gezeigt wird. Doch Columbo wird auf raffiniert geplante Weise tatsächlich zum Narren gehalten. Brantley mutet wie ein ausgezeichneter Kenner der bisherigen 50 Folgen an, der um die Qualitäten des Inspektors weiß, aber den Ehrgeiz hat, ihn auf eine gänzlich neue Weise zu besiegen. Spielt sich der Mord im Normalfall stets während der ersten zwanzig Minuten ab, so passiert er hier erst in den letzten zwanzig. Das brillante Finale muss den Vergleich mit den besten seiner Art nicht scheuen. […] Ein Wermutstropfen ist einmal mehr Columbos Widersacher. Ian Buchanan (»General Hospital«; »Twin Peaks«) gehört zu jener austauschbaren Sorte von Darstellern, denen jeglicher Sinn und Talent für Charakterrollen abgeht. Sein Repertoire beschränkt sich auf ein besonders dummes Grinsen, das im Film selbst Dian Hunter auf die Nerven geht.“